# Muziekdienst
De term muziekdienst betreft software of websites die het mogelijk maken om naar muziek te luisteren op een computer. Hierbij wordt veelal gebruikgemaakt van het internet. De diensten kunnen de muziek zowel ter download als ter stream aanbieden.

## Lijst van muziekdiensten
- 7digital
- Allofmp3.com
- Beatport
- Deezer
- iTunes
- Jamendo
- Jango
- Napster
- Soundcloud
- Spotify
- Tidal
- Qobuz
- URGE